# キンダースペース
キンダースペースは劇団のひとつ。1985年に創立され、ギリシャ悲劇・オニール・チェーホフ・イプセンなどの海外戯曲、また日本の文学作品のオリジナル劇化・上演を続けている。

## 上演作品

### 代表作
- 「若きウエルテルの悩み」（原田一樹作）
- 「えれくとら」（ユージン・オニール原作）
- 「モノドラマ」（芥川龍之介・太宰治　他原作）
- 「野鴨」（イプセン原作）
- 「短編演劇アンソロジー　架空線の火花　羅生門・或阿呆の一生」（芥川龍之介原作）

### その他
原田一樹／作
- 「ファイナル・チャンピオン」
- 「部屋」
- 「「BUCHIKORO」

海外の戯曲上演
- 「アンチゴーヌ」（ソポクレス原作）
- 「新・新ハムレット」（シェークスピア原作）
- 「奇妙な幕間狂言」（ユージンオニール原作）
- 「プラトーノフ」（チェーホフ原作）
- 「チェーホフ的チェーホフ」（チェーホフ原作）
- 「イプセンの世界　ロスメルスホルム・幽霊」（イプセン原作）

近代日本小説の劇化
- 「短編演劇アンソロジー　アグニの神・南京のキリスト」（芥川龍之介原作）
- 「短編演劇アンソロジー　競馬・勧善懲悪」（織田作之助原作））
- 「短編演劇アンソロジー　一瞬の交錯　剃刀・范の犯罪」（志賀直哉原作）
- 「短編演劇アンソロジー　死の微笑　和解・雪おんな」（小泉八雲原作）
- 「新モノドラマ　オダサク×ダザイ」（織田作之助・太宰治原作）
- 「モノドラマ」（織田作之助・太宰治作品など、これまでに50作品を発表）

## 在籍している主な団員
- 原田一樹（主宰・劇作・演出）
- 瀬田ひろ美（俳優）
- 村信保（舞台監督）
- 白沢靖子（俳優）
- 平野雄一郎（俳優）
- 小林元香（俳優）
- 古木杏子（俳優）